# Camille Depuiset
Camille Depuiset (* 19. Oktober 1998 in Dijon) ist eine französische Handballspielerin.

## Karriere

### Im Verein
Camille Depuiset spielte in Frankreich zunächst für Toulon Saint-Cyr Var Handball und wechselte 2019 zu Bourg-de-Péage Drôme Handball. Ab 2022 stand sie im Kader von Metz Handball. Mit Metz gewann sie 2023, 2024 und 2025 die französische Meisterschaft sowie 2023, 2024 und 2025 den französischen Pokal. Im Sommer 2025 wechselt sie zu Brest Bretagne Handball.

### In Auswahlmannschaften
Mit der französischen Juniorinnen-Nationalmannschaft gewann sie die Goldmedaille bei der U19-Europameisterschaft 2017. Mit der A-Nationalmannschaft nahm sie an der Europameisterschaft 2022 teil und belegte dort den 4. Platz, nachdem sie im Spiel um Platz 3 an Montenegro scheiterten. Im Turnier bestritt sie jedoch nur ein Spiel. Mit Frankreich gewann sie die Weltmeisterschaft 2023, wobei sie im Turnier wieder nur ein Spiel absolvierte.